# Churchill Roosevelt Highway
Der Churchill Roosevelt Highway (schriftlich oft als CRH abgekürzt, oft auch mit Bindestrich „Churchill-Roosevelt Highway“ geschrieben) ist eine Überlandstraße auf der Insel Trinidad in Trinidad und Tobago. Er verläuft im Norden des Landes in West-Ost-Richtung zwischen Barataria und Arima, entlang des East-West Corridors.

## Verlauf
Der Churchill Roosevelt Highway beginnt unmittelbar südwestlich von Barataria als Verlängerung des Beetham Highway, der von Port of Spain kommt. Am Startpunkt mündet mit der Lady Young Road auch die zentrale Einfallstraße für das nördliche Port of Spain in den Highway. Dieser führt sechsspurig, teils achtspurig in west-östlicher Richtung den gesamten East-West Corridor entlang, die mit ca. 550.000 Einwohnern größte Agglomeration und der wichtigste Wirtschaftsstandort des Landes. Der Highway umrundet zunächst San Juan im Süden und kreuzt kurz vor Valsayn den in Nord-Süd-Richtung verlaufenden Uriah Butler Highway; die beiden Fernstraßen bilden an dieser Stelle die größte Kreuzung des Landes. Die 2009 erbaute „CRH UBH Interchange“ ist für trinidadische Verhältnisse so komplex gebaut, dass sich das Ministry of Works and Infrastructure genötigt sah, ein Lehrvideo für Autofahrer zu veröffentlichen. Auf dem Weg nach Osten passiert der Churchill Roosevelt Highway auf den folgenden 18 Kilometern unter anderem Valsayn und Curepe, wobei er die zwischen den Städten verlaufende Nord-Süd-Achse Southern Main Road kreuzt, St. Augustine mit dem UWI-Campus, Tunapuna, Macoya, Tacarigua, Trincity und D’Abadie, bevor er Arima erreicht. Er bildet dabei in etwa die Südgrenze des East-West Corridor. Der Highway führt dann südlich um Arima herum, wobei er das Stadtgebiet im Südosten der Stadt tangiert, und verläuft noch knapp zehn Kilometer in nordöstlicher Richtung bis Wallerfield, wo er endet und über die Antigua Road an die zweite wichtige West-Ost-Achse Trinidads, die Eastern Main Road, angebunden ist. Ein Ausbau bis Manzanilla an der Ostküste Trinidads ist geplant, wird aber durch ungeklärte Umweltschutzfragen blockiert.

## Geschichte

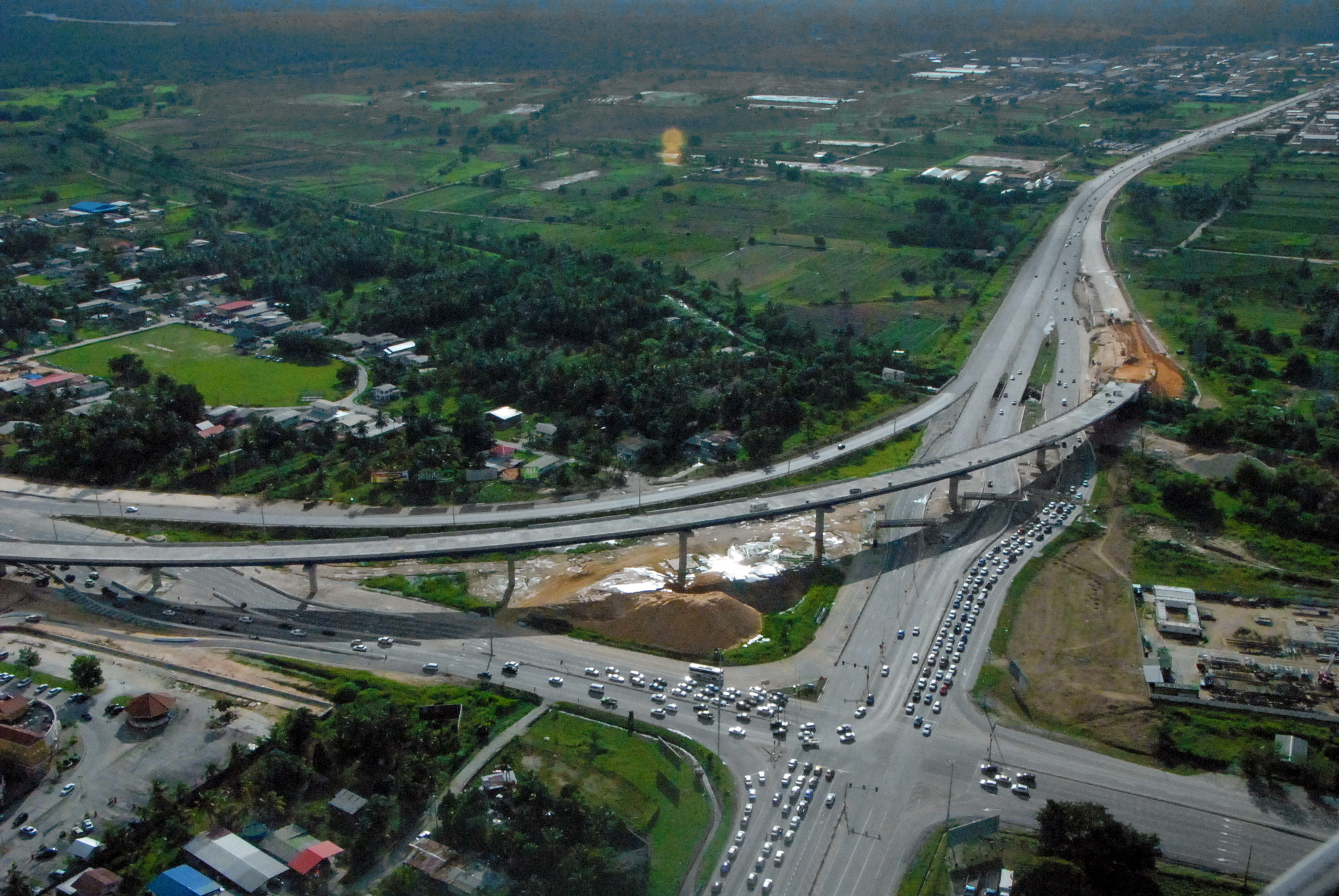
CRH UBH Interchange während der Bauphase (2009)

Erbaut wurde der Churchill Roosevelt Highway vom US-amerikanischen Militär. Im Rahmen des Zerstörer-für-Stützpunkte-Abkommen zwischen den USA und Großbritannien war während des Zweiten Weltkriegs US-Militär auf der damals britischen Insel Trinidad stationiert. Die US-Amerikaner hatten eine Militärbasis in Wallerfield östlich von Arima und eine Marinebasis in Chaguaramas nordwestlich von Port of Spain; der Churchill Roosevelt Highway entstand (zunächst ohne Namen) aus der Notwendigkeit heraus, Material und Menschen zwischen den beiden Basen zu transportieren. Der Bau dauerte von Dezember 1941 bis März 1942; zunächst wurde der Highway nicht asphaltiert. Benannt wurde er nach Winston Churchill und Theodore Roosevelt. Mit Abschluss der Bauarbeiten verfügte der Highway über zwei Fahrbahnen, je eine pro Richtung, und keine bauliche Trennung derselben. Die Nutzung war ausschließlich dem US-Militär vorbehalten; nach Abzug der US-Amerikaner wurde der Highway im Oktober 1949 der Kolonialverwaltung zur zivilen Nutzung übergeben.

## Rezeption
Der Roman A Brighter Sun des trinidadischen Schriftstellers Samuel Selvon thematisiert den Bau des Highways und allegorisiert den Fortgang der Arbeiten als Parallele zur Entwicklung des zeitweise am Bau beteiligten Hauptcharakters; einer der Arbeitstitel des Romans und Titel einer Hörspielfassung war Highway in the Sun.